# مارك كيرنز (لاعب إسكواش)
مارك كيرنز (بالإنجليزية: Mark Cairns) هو لاعب إسكواش بريطاني، ولد في 21 يونيو 1967.

## وصلات خارجية
- مارك كيرنز على موقع SquashInfo.com (الإنجليزية)
- مارك كيرنز على موقع اتحاد ألعاب الكومنولث (مؤرشف) (الإنجليزية)